# اچ‌ام‌اس وارویک (۱۶۹۶)
اچ‌ام‌اس وارویک (۱۶۹۶) (به انگلیسی: HMS Warwick (1696)) یک کشتی بود که طول آن ۱۳۰ فوت ۵ اینچ (۳۹٫۸ متر) بود.